# Ivan Ignatjev
Ivan Aleksandrovitsj Ignatjev (Russisch: Иван Александрович Игнатьев; Atsjinsk, 6 januari 1999) is een Russisch voetballer die doorgaans speelt als spits. In februari 2025 verruilde hij FC Urartu voor JS Kabylie.

## Clubcarrière
Ignatjev speelde in de jeugd van Tsentr Foetbola Atsjinsk en kwam in 2011 terecht in de opleiding van FK Krasnodar. In 2017 werd hij overgeheveld naar het eerste elftal, waarin hij zijn professionele debuut maakte op 27 juli 2017, toen in de voorronde van de UEFA Europa League met 2–1 gewonnen werd van Lyngby BK. Jeppe Kjær opende de score nog voor de bezoekers, maar door treffers van Viktor Claesson en Magomed-Sjapi Soelejmanov won Krasnodar de wedstrijd alsnog. Ignatjev mocht van coach Igor Sjalimov in de basis starten en hij werd in de rust gewisseld voor Cristian Ramírez. Tijdens zijn eerste wedstrijd in de Premjer-Liga (op bezoek bij Terek Grozny) kwam hij ook direct tot scoren. Samen met Aljaksandr Martynovitsj en Claesson verzorgde hij de doelpuntenproductie van Krasnodar, dat met 2–3 wist te winnen. Ignatjev mocht van Sjalimov de volledige negentig minuten in de punt van de aanval spelen. In maart 2019 verlengde de Rus zijn verbintenis met één jaar tot medio 2022.
In januari 2020 werd Ignatjev voor een bedrag van circa zeven miljoen euro overgenomen door Roebin Kazan, waar hij zijn handtekening zette onder een verbintenis voor de duur van vierenhalf jaar. In januari 2022 werd Ignatjev voor een half seizoen verhuurd aan Krylja Sovetov Samara. Medio 2022 liet hij Roebin achter zich na het aflopen van zijn contract, waarna hij voor een jaar tekende bij Lokomotiv Moskou. Bij het aflopen van deze verbintenis nam PFK Sotsji hem transfervrij over. Hij ging in januari 2024 voor het eerst in het buitenland spelen, bij het Servische Železničar Pančevo. Na een schending van zijn contract werd in mei van datzelfde jaar weer afscheid van hem genomen. In juli tekende hij voor FC Urartu. JS Kabylie nam hem in februari 2025 over.

## Clubstatistieken
| Seizoen | Club                    | Competitie        | Competitie | Competitie | Beker | Beker | Internationaal | Internationaal | Totaal | Totaal |
| Seizoen | Club                    | Competitie        | Wed.       | Dlp.       | Wed.  | Dlp.  | Wed.           | Dlp.           | Wed.   | Dlp.   |
| ------- | ----------------------- | ----------------- | ---------- | ---------- | ----- | ----- | -------------- | -------------- | ------ | ------ |
| 2017/18 | FK Krasnodar            | Premjer-Liga      | 4          | 2          | 0     | 0     | 2              | 1              | 6      | 3      |
| 2018/19 | FK Krasnodar            | Premjer-Liga      | 20         | 7          | 3     | 2     | 6              | 0              | 29     | 9      |
| 2019/20 | FK Krasnodar            | Premjer-Liga      | 13         | 4          | 0     | 0     | 6              | 1              | 19     | 5      |
| 2019/20 | Roebin Kazan            | Premjer-Liga      | 11         | 1          | 0     | 0     | —              | —              | 11     | 1      |
| 2020/21 | Roebin Kazan            | Premjer-Liga      | 17         | 2          | 2     | 0     | —              | —              | 19     | 2      |
| 2021/22 | Roebin Kazan            | Premjer-Liga      | 9          | 0          | 0     | 0     | 1              | 0              | 10     | 0      |
| 2021/22 | → Krylja Sovetov Samara | Premjer-Liga      | 5          | 1          | 0     | 0     | —              | —              | 5      | 1      |
| 2022/23 | Lokomotiv Moskou        | Premjer-Liga      | 20         | 5          | 7     | 0     | —              | —              | 27     | 5      |
| 2023/24 | PFK Sotsji              | Premjer-Liga      | 12         | 2          | 6     | 0     | —              | —              | 18     | 2      |
| 2023/24 | Železničar Pančevo      | Superliga         | 7          | 0          | 0     | 0     | —              | —              | 7      | 0      |
| 2024/25 | FC Urartu               | Bardzragujn chumb | 16         | 13         | 1     | 0     | 2              | 0              | 19     | 13     |
| 2024/25 | JS Kabylie              | Ligue 1           | 0          | 0          | 0     | 0     | —              | —              | 0      | 0      |
| Totaal  | Totaal                  | Totaal            | 134        | 37         | 19    | 2     | 17             | 2              | 170    | 41     |

Bijgewerkt op 12 februari 2025.